# Winchester (Ohio)
Winchester es una villa ubicada en el condado de Adams en el estado estadounidense de Ohio. En el Censo de 2010 tenía una población de 1051 habitantes y una densidad poblacional de 154,35 personas por km².

## Geografía
Winchester se encuentra ubicada en las coordenadas 38°56′37″N 83°39′15″O / 38.94361, -83.65417. Según la Oficina del Censo de los Estados Unidos, Winchester tiene una superficie total de 6.81 km², de la cual 6.77 km² corresponden a tierra firme y (0.65%) 0.04 km² es agua.

## Demografía
Según el censo de 2010, había 1051 personas residiendo en Winchester. La densidad de población era de 154,35 hab./km². De los 1051 habitantes, Winchester estaba compuesto por el 98.38% blancos, el 0.19% eran afroamericanos, el 0.48% eran amerindios, el 0% eran asiáticos, el 0% eran isleños del Pacífico, el 0.29% eran de otras razas y el 0.67% pertenecían a dos o más razas. Del total de la población el 0.95% eran hispanos o latinos de cualquier raza.